# Teatro de la Cruz

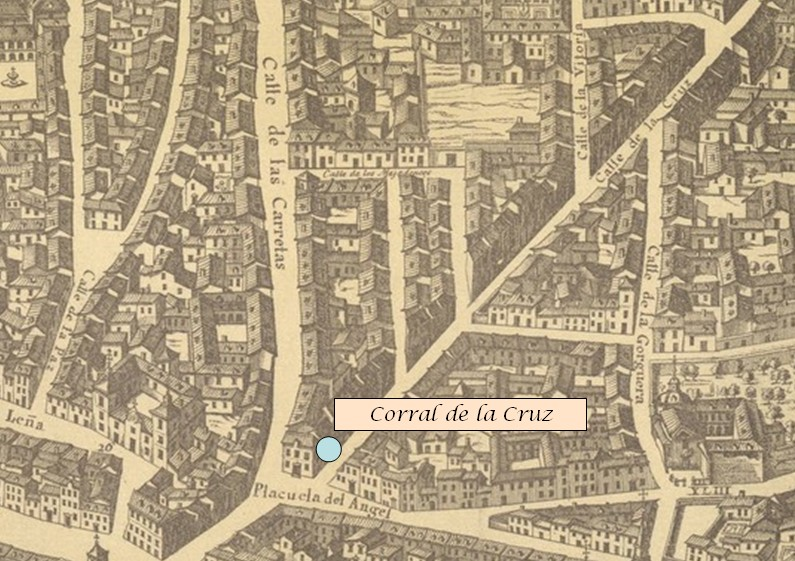
Teixeira - Corral de la Cruz. Madrid 1656

Teatro de la Cruz var en teater i Madrid i Spanien, verksam mellan 1584 och 1852. Det har beskrivits som Madrids huvudscen under två hundra år. 
Byggnaden uppfördes 1584, och var från början en utomhusteater under öppet tak, en så kallad Corral de comedias, vilket då var populärt. Teatern byggdes om till en modern teaterbyggnad 1743. Det kom att bli en huvudscen för spansk teaterkonst och en av två tillåtna kungliga teatrar i Madrid. Det rivaliserade med Teatro del Príncipe, som 1849 omvandlades till nationalteatern Teatro Español. Byggnaden revs 1859. 